# 장선호
장선호(본명 : 최창균, 1978년 10월 11일 ~ )은 대한민국의 배우이다.

## 경력
- 슈퍼 엘리트모델 2위

## 출연 작품

### 영화
- 《인랑》 (2018년) - 공안부 정예요원 (남산타워) 역
- 《명량》 (2014년) - 김응함 역
- 《기생령》 (2011년) - 장연 역
- 《뱀파이어와의 인터뷰》 (2010년) - 회장 역
- 《핸드폰》 (2009년) - 최 사장 똘마니 역
- 《액숀영화》 (2009년)
- 《가면》 (2007년) - 배재만 역
- 《울어도 좋습니까?》 (2007년) - 영남 담임 역
- 《홀리데이》 (2006년) - 밀항 브로커 역
- 《태양의 이면》 (2006년) - 마담 역
- 《달콤한 인생》 (2005년) - 강사장 비서 역
- 《나두야 간다》 (2004년) - 일호 (동화 수하 1) 역

### 드라마
- 《나쁜 녀석들》 (OCN, 2014년) - 박종석 역
- 《감자별 2013QR3》 (tvN, 2014년) - 보영의 집의 위층에 사는 주민 역
- 《귀신 보는 형사 처용》 (OCN, 2014년)
- 《빠스껫 볼》 (tvN, 2013년) - 소칠복 역
- 《신의 퀴즈 시즌 2》 (OCN, 2011년) - 조한성 역
- 《아이리스》 (KBS2, 2009년)
- 《알리바이 주식회사》 (Dramax, 2008년)
- 《소문난 칠공주》 (KBS2, 2006년)

## 광고
- 마에스트로
- 삼성전자
- 비비안
- KTF
- 대우건설